# Memory and Humanity
Memory and Humanity is het vierde studioalbum van de Welshe band Funeral for a Friend. Het werd uitgebracht op 13 oktober 2008 door hun eigen label Join Us in het Verenigd Koninkrijk. In de Verenigde Staten en Canada gaf Victory Records het album uit en Roadrunner Records bracht het in de rest van de wereld uit.
De albumhoes werd ontworpen door Barny Bewick. Hij verzorgde in 2002 ook het ontwerp van de hoes van het Muse-album Hullabaloo.
Op 26 januari 2008 maakte drummer Ryan Richards op hun internetforum bekend dat Funeral for a Friend de eerste maanden van dat jaar bezig was met het opnemen van een extended play, die in maart of april 2008 uitgebracht zou worden. Er werd echter meer materiaal geschreven dan gepland en de band besloot in plaats daarvan een volledig album uit te brengen, waarvan de uitgave gepland stond voor september 2008. Richards maakte tevens bekend dat het album meer screaming vocals en riffs zou bevatten.
De eerste single van het album, "Waterfront Dance Club", werd uitgebracht op 14 juli 2008, samen met "Beneath the Burning Tree". "Waterfront Dance Club" werd op die dag ook als muziekdownload beschikbaar gesteld.

## Tracklist
| 1.                 | Rules and Games                         | 2:48 |
| 2.                 | To Die Like Mouchette                   | 3:20 |
| 3.                 | Kicking and Screaming                   | 3:23 |
| 4.                 | Constant Illuminations                  | 2:56 |
| 5.                 | Maybe I Am?                             | 3:36 |
| 6.                 | You Can't See the Forest for the Wolves | 3:22 |
| 7.                 | Building                                | 2:38 |
| 8.                 | Beneath the Burning Tree                | 3:34 |
| 9.                 | Someday the Fire...                     | 3:13 |
| 10.                | Waterfront Dance Club                   | 4:22 |
| 11.                | Charlie Don't Surf                      | 3:44 |
| 12.                | Ghosts                                  | 3:00 |
| 13.                | Constant Resurrections                  | 4:25 |
| Totale duur: 44:21 |                                         |      |

## Bezetting
- Gavin Burrough - basgitaar, zang
- Matt Davies - gitaar, zang
- Gareth Ellis-Davies - basgitaar, achtergrondzang
- Matthew Evans - achtergrondzang
- Lee Gaze - achtergrondzang
- Ryan Richards - drums, keyboard, zang
- Stuart Richardson - achtergrondzang
- Kris Coombs Roberts - gitaar
- Ilan Rubin - achtergrondzang
- Darran Smith - gitaar